# ان/ای (آلبوم چندآهنگه)
ان/ای (انگلیسی: N/a) نخستین آلبوم چندآهنگه (ئی‌پی) از گروه دخترانه اهل کره جنوبی ایزنا است که در ۲۵ نوامبر ۲۰۲۴ توسط ویک‌وان منتشر شد.

## پس‌زمینه
ایزنا از طریق برنامه رقابتی آی-لند ۲: ان/ای (۲۰۲۴) شکل گرفت. برنامه‌ریزی شده بود که اولین آلبوم خود را به تهیه کنندگی تدی پارک در نیمهٔ دوم سال ۲۰۲۴ منتشر کنند. در ۴ اکتبر ۲۰۲۴، عنوان اولین آلبوم چندآهنگهٔ ایزنا به نام ان/ای از طریق کانال‌های رسمی رسانه‌های اجتماعی گروه اعلام شد.

## جدول‌های موسیقی
| جدول (۲۰۲۴)                      | بالاترین جایگاه |
| -------------------------------- | --------------- |
| آلبوم‌های ژاپنی (اوریکون)         | ۱۷              |
| آلبوم‌های ترکیبی ژاپنی (اوریکون)  | ۱۴              |
| آلبوم‌های داغ ژانی (بیلبورد ژاپن) | ۵۹              |
| آلبوم‌های کره جنوبی (سرکل)        | ۳               |

| جدول (۲۰۲۴)               | جایگاه |
| ------------------------- | ------ |
| آلبوم‌های ژاپنی (اوریکون)  | ۳۱     |
| آلبوم‌های کره جنوبی (سرکل) | ۱۳     |

## تاریخچه انتشار
| منطقه     | تاریخ          | فرمت                  | ناشر   |
| --------- | -------------- | --------------------- | ------ |
| مختلف     | ۲۵ نوامبر ۲۰۲۴ | دانلود دیجیتال استریم | ویک‌وان |
| کره جنوبی | ۲۵ نوامبر ۲۰۲۴ | سی‌دی                  | ویک‌وان |